# 第二次世界大戰歐戰勝利紀念日
歐戰勝利紀念日（英語：Victory in Europe Day），美国以及西欧国家定於每年的5月8日，俄罗斯等东欧国家定于每年的5月9日。以紀念1945年5月8日德國在柏林正式签订投降书，宣佈在第二次世界大戰中無條件投降。因为该投降书于欧洲中部时间1945年5月9日零时生效，故此不同时区的国家会产生日期差异。
每年在這天，歐洲各地，尤其是在二次大戰中勝利和曾經受法西斯和極權主義佔領和襲擊的國家，都會以不同方式紀念第二次世界大戰歐洲戰爭的結束，或作為向世界訓示戰爭的災禍。

## 歷史
納粹德國領袖阿道夫·希特勒於柏林戰役期間在4月30日自殺。德國的投降由其繼任者、德國國家總統卡爾·鄧尼茨授權。由鄧尼茨領導的政府被稱為弗倫斯堡政府。軍事投降書首次於5月7日凌晨2時41分，在位於蘭斯的盟軍遠征部隊最高司令部（SHAEF）簽署。經過略作修改的正式文件，即所謂的德國無條件投降書，於1945年5月8日22時43分在柏林卡爾斯霍斯特簽署。
德國最高統帥部將立即向所有德國陸、海、空軍機構以及一切受其控制之部隊下令，於1945年5月8日中歐時間23時01分起停止一切作戰行動……——德國無條件投降書，第二條，
隨著德國的戰敗，西方世界各地爆發慶祝活動，特別是在英國、北美以及蘇聯。超過一百萬人湧上英國街頭慶祝歐洲戰事結束。在倫敦，群眾聚集在特拉法加廣場與林蔭道直至白金漢宮，喬治六世國王與伊麗莎白王后，在其兩位女兒與英國首相溫斯頓·邱吉爾的陪同下，於宮殿陽台向歡呼人群致意。邱吉爾從宮殿前往白廳，向另一群大眾發表演說：
願上帝保佑你們每一位。這是你們的勝利。在我們漫長的歷史中，從未有過比今天更偉大的日子。人人，不論男女，都已盡其所能。
邱吉爾邀請歐內斯特·貝文上前與大家共享掌聲，但貝文回答說：「不，溫斯頓，這是你的日子」，隨即帶領大眾齊唱《他真是個好夥伴》。 此後，公主伊麗莎白（即後來的伊麗莎白二世）與其妹妹瑪格麗特公主被允許隱匿身分，在群眾中穿梭，共襄盛舉。
在美國，勝利日恰逢總統哈里·S·杜魯門的61歲生日。他將這場勝利獻給不久前去世的前任總統富蘭克林·D·羅斯福，後者於4月12日因腦溢血辭世。美國繼續維持降半旗狀態，直至為期30天的哀悼期結束。杜魯門表示，他之所以將勝利獻給羅斯福，是因為他「唯一的願望就是羅斯福能活著看到這一天」。當日稍晚，杜魯門表示這場勝利讓這次生日成為「他最愉快的一次」。多個美國城市，尤其是紐約市的時報廣場，也舉行盛大慶祝活動。
然而慶祝之際，邱吉爾與杜魯門皆指出，對日戰爭尚未結束。在5月8日15:00的廣播中，邱吉爾告訴英國人民：「我們可以容許自己短暫歡慶，（因為日本）仍未被征服」。 同日早上9:00，杜魯門的廣播中也稱，這是「一場僅完成一半的勝利」。
就在1945年5月8日同一天，法屬阿爾及利亞的穆斯林在慶祝戰爭結束、同時呼籲獨立時，遭到殖民當局與黑腳人定居者民兵的暴力鎮壓與屠殺。